# Flett Buttress
Flett Buttress ist ein 905 m hoher Felsvorsprung auf der James-Ross-Insel östlich der Nordspitze der Antarktischen Halbinsel. Er ragt nordwestlich des Mount Haddington auf und ist die höchste Erhebung vulkanischen Ursprungs der Insel.
Das UK Antarctic Place-Names Committee benannte ihn 1987 nach William Robert Flett (1900–1979), Geologe der Operation Tabarin auf Deception Island (1943–1944 als Leiter der dortigen Station) und in der Hope Bay (1944–1945).